# Aulopiformes
Az Aulopiformes a csontos halak (Osteichthyes) főosztályának sugarasúszójú halak (Actinopterygii) osztályába tartozó rend.

## Rendszerezés
A rendbe az alábbi 4 alrend és 13 család tartozik:
- Alepisauroidei - 4 család
  - Alepisauridae
  - Evermannellidae
  - Paralepididae
  - Scopelarchidae
- Chlorophthalmoidei - 3 család
  - Zöldszemű halak (Chlorophthalmidae)
  - Ipnopidae
  - Notosudidae
- Giganturoidei - 2 család
  - Bathysauridae
  - Giganturidae
- Synodontoidei - 4 család
  - Aulopidae
  - Paraulopidae
  - Pseudotrichonotidae
  - Gyíkhalfélék (Synodontidae)